# 물수제비
물수제비는 놀이의 일종으로 호수나 냇가같이 물결이 잔잔한 곳에 돌을 던져서 튀기는 것이다. 이 놀이의 취지는 돌이 가라앉기 전에 얼마나 많이 튀기냐는 것이다. 북미지역에서는 'stone skipping'이라고 부르나 "skipping rocks"라고도 부른다. 이탈리아에서는 rimbalzello라고 말하며 러시아에서는 '팬케이크 굽기'라는 뜻의 Блинчики(페크 블리니)라고 말한다. 우크라이나에서는 '개구리를 나오게 하기'라는 뜻을 가진 zapuskaty zhabky(자푸스카티 즈합키)라고 말하고 폴란드에서는 '오리를 나오게 하기'라는 뜻을 가진 puszczanie kaczek(푸스차니에 카첵)이라고 말하며 헝가리에서는 '뒤뚱뒤뚱 걷게 한다'는 의미를 가진 kacsáztatás(커차즈터타쉬)라고 말한다. 또한 스페인에서는 '흰 파도 만들기'나 '뛰기'라는 뜻을 지닌 hacer cabrillas(아세르 카브리야스)와 hacer sapito(아세르 사피토)라고 하며 카탈란에서는 '징검다리 만들기'나 '고랑' 혹은 '물수제비 뜨기'라는 뜻의 fer passeres(페르 파세레스), fer rigalets(페르 리갈레츠), llençar passanelles(옌사르 파사아네예스)라고 말한다. 또한 에스토니아에서는 '모캐 던지기'라는 뜻을 가진 lutsu viskama(루츠 비스카마)라고 말한다. 인도의 안드라프라데시 주에서는 물수제비를 '개구리 점프'라는 뜻의 Kappa Gantulu(카파 간툴루)라고 말한다. 포르투갈에서는 '작은 물고기'나 '작은 조개'라는 뜻을 지닌 peixinho(페이시뉴), conchinhas(콘키나스)라고 말한다. 프랑스에서는 ricochets라고 한다.

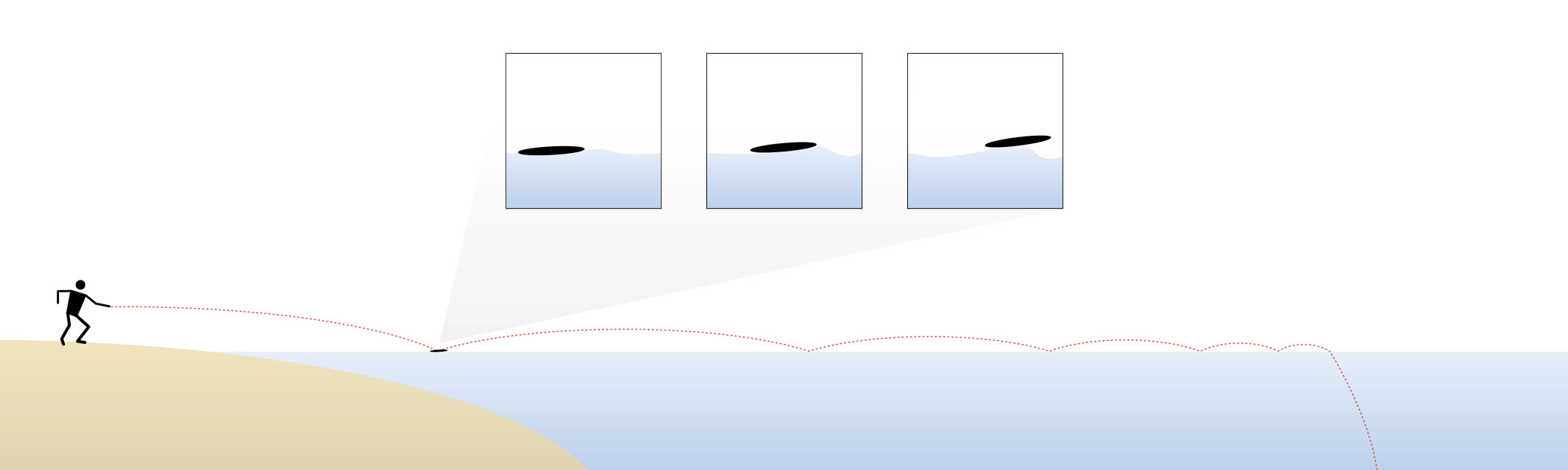
물수제비

젤던 '제리' 콜만-맥기의 책인 The Secrets of Stone Skipping(물수제비의 비밀)에서는 영국에서 물수제비를 stone skimming, stone skiting, ducks and drakes라고도 하며 아일랜드에서 stone skiffing이라고 부른다고 적어두었다. 콜만-맥는 1989년에 미국 텍사스 주의 드리프트우드에 북미 물수제비 협회(The North American Stone Skipping Association, NASSA)를 세웠고 1989년부터 1992년까지 텍사스의 윔벌리에서 4년간 세계 선수권 대회를 열었다. 다음 공식 NASSA 세계 선수권 대회는 스페인의 카탈루냐 지방에 있는 카다케스의 플라챠 덴 로스 해변에서 열릴 것으로 보인다.

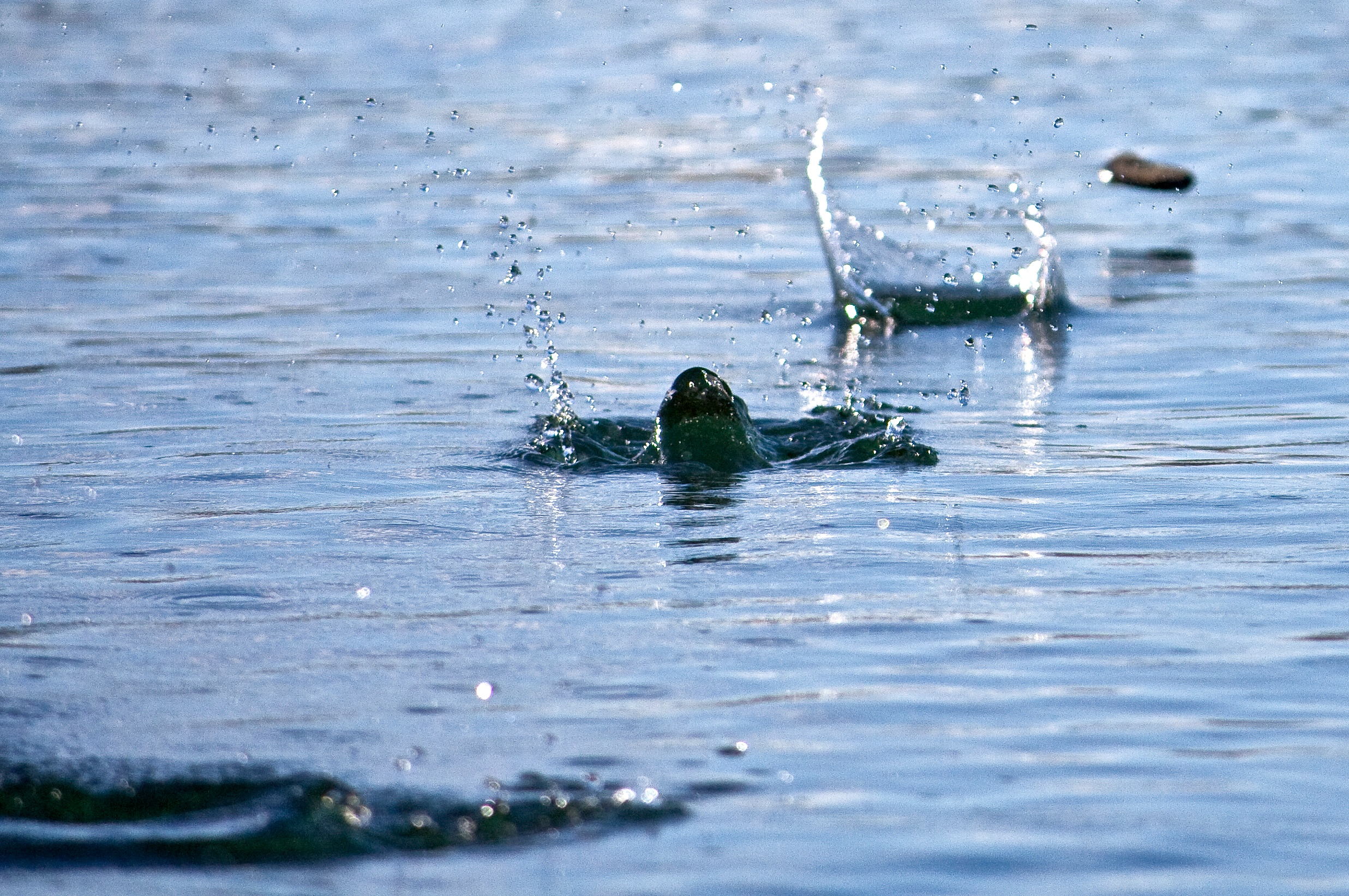
파타고니아의 잔잔한 물에서 한 물수제비

기네스북에 의하면 물수제비 세계 신기록은 2007년 7월 19일에 러셀 바이어스가 세운 51번이다. 이전 기록은 2002년 9월 14일에 쿠르트 스타이너가 펜실베니아에서 물수제비 예선 토너먼트를 하다가 40번을 튀긴 것이다.
라자로 스팔란차니가 18세기 때 물수제비에 대한 물리적인 설명을 최초로 했다.
리드릭 보케(Lydéric Bocquet)를 필두로 한 프랑스의 물리학자 연구팀은 물수제비에 대한 실험을 했으며 돌이 수면으로 날아갈 때 입사각이 20° 안팎이면 이상적이라는 것을 알아냈다. 속도는 빠르게 하면 할수록 더 멀리 나아간다.
보케가 이전에 한 연구에서는 콜맨-맥기가 세운 예전 기록 38번을 하려면 돌의 속력은 12 m/s (25 mph)이면서 초당 돌이 14번의 회전을 해야하는 것으로 밝혀졌다.
물수제비 세계 선수권 대회는 스코틀랜드의 에스데일에서 매년마다 열리며 돌이 날아간 거리와 튀긴 정도를 종합적으로 평가한다. 2007년에는 이 대회에 참가하기 위해 231명이나 모였으며 에스데일의 점판암으로 만들어진 돌을 사용했다. 2007년 대회의 우승자는 스코틀랜드의 더기 이삭이었다.

## 참고 문헌
- Spinning Flight: Dynamics of Frisbees, Boomerangs, Samaras and Skipping Stones, Ralph Lorenz, Copernicus New York, 2006년 9월 ISBN 0-387-30779-6

## 같이 보기
- 물수제비 폭격 (Skip bombing)
- 물수제비 폭탄 (Bouncing bomb)